# نمط المكرر
نمط المكرّر iterator pattern هو أحد الأنماط السلوكية في أنماط تصميم البرمجيات، يُستخدم فيه مكرر والذي بدوره يُستخدم للنفاذ (traverse) إلى الحاويات البرمجية والوصول إلى عناصر الحاوية. يفصل نمط التكرار الخوارزميات عن الحاويات؛ في بعض الحالات، تكون الخوارزميات ضرورية للحاويات وبالتالي لا يمكن فصلها.
على سبيل المثال، يمكن تنفيذ الخوارزمية الافتراضية البحث عن عنصر SearchForElement بشكل عام باستخدام نوع محدد من المكرّر بدلاً من تنفيذه كخوارزمية خاصة بالحاويات. يسمح هذا باستخدام SearchForElement على أي حاوية تدعم نوع المكرر المطلوب.

## تعريف
جوهر نمط المكرر هو «توفير طريقة للوصول إلى عناصر كائن مركّب بالتسلسل دون الكشف عن تمثيله الأساسي.».

## هيكل

### مخطط الصنف UML ومخطط التتابع

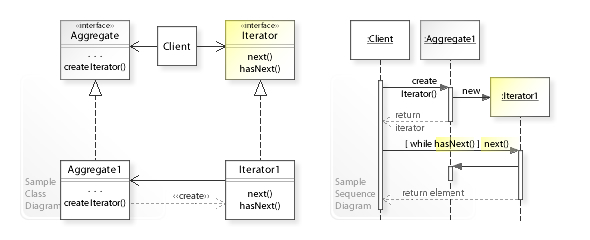
نموذج لصنف UML ومخطط التتابع لنمط المكرر.

في مخطط الصنف UML أعلاه، صنف Client يشير (1) إلى واجهة (التراكيب) Aggregate لإنشاء كائن Iterator (createIterator()) و (2) إلى واجهة Iterator للنقاذ في كائن Aggregate (next(),hasNext()). وصنفIterator1 ينفذ واجهة Iterator عن طريق الوصول إلى الصف Aggregate1 .
يُظهر مخطط الصنف UML تفاعلات وقت التشغيل: يستدعي كائن Client الطريقة «إنشاء-مكرر» ()createIterator على كائن «تراكيب-1» Aggregate1 ، الذي ينشئ كائن Iterator1 ويعيده إلى Client. يستخدم Client ثم Iterator1 للنفاذ إلى عناصر كائن Aggregate1 .

### مخطط الصنف UML

نمط المكرر

## أمثلة للتنفيذات في لغات البرمجة

### جافا
تحتوي Java على واجهة Iterator .

مثال بسيط يوضح كيفية إرجاع الأعداد الصحيحة بين البداية والنهاية [start، end] باستخدام المكرر Iterator 
```
import
 
java.util.Iterator
;

import
 
java.util.NoSuchElementException
;

 

public
 
class
 
RangeIteratorExample
 
{

  
public
 
static
 
Iterator
<
Integer
>
 
range
(
int
 
start
,
 
int
 
end
)
 
{

    
return
 
new
 
Iterator
<>
()
 
{

      
private
 
int
 
index
 
=
 
start
;

   

      
@Override

      
public
 
boolean
 
hasNext
()
 
{

        
return
 
index
 
<
 
end
;

      
}

      
@Override

      
public
 
Integer
 
next
()
 
{

        
if
 
(
!
hasNext
())
 
{

          
throw
 
new
 
NoSuchElementException
();

        
}

        
return
 
index
++
;

      
}

    
};

  
}

  

  
public
 
static
 
void
 
main
(
String
[]
 
args
)
 
{

    
var
 
iterator
 
=
 
range
(
0
,
 
10
);

    
while
 
(
iterator
.
hasNext
())
 
{

      
System
.
out
.
println
(
iterator
.
next
());

    
}

    

    
// or using a lambda

    
iterator
.
forEachRemaining
(
System
.
out
::
println
);

  
}

}

```

 بدءأ من Java 5، يمكن النفاذ إلى الكائنات التي تقوم بتنفيذ واجهة (يمكن تكريره) Iterable ، والتي تُرجع (المكرر) Iterator من طريقت</>ها الوحيدة، باستخدام البناء النحوي للحلقة foreach في جافا. تمتد واجهة (التجميعات) Collection من جافا Java collections framework</>إلى Iterable .

مثال على تنفيذ صنف Family للواجهة Iterable :
```
import
 
java.util.Iterator
;

import
 
java.util.Set
;

class
 
Family
<
E
>
 
implements
 
Iterable
<
E
>
 
{

  
private
 
final
 
Set
<
E
>
 
elements
;

  

  
public
 
Family
(
Set
<
E
>
 
elements
)
 
{

    
this
.
elements
 
=
 
Set
.
copyOf
(
elements
);

  
}

  

  
@Override

  
public
 
Iterator
<
E
>
 
iterator
()
 
{

    
return
 
elements
.
iterator
();

  
}

}

```

 يوضح الصنف («مثال-يمكن-تكريره») IterableExample استخدام الصنف «عائلة» Family : 
```
public
 
class
 
IterableExample
 
{

  
public
 
static
 
void
 
main
(
String
[]
 
args
)
 
{

    
var
 
weasleys
 
=
 
Set
.
of
(

      
"Arthur"
,
 
"Molly"
,
 
"Bill"
,
 
"Charlie"
,

      
"Percy"
,
 
"Fred"
,
 
"George"
,
 
"Ron"
,
 
"Ginny"

      
);

    
var
 
family
 
=
 
new
 
Family
<>
(
weasleys
);

  

    
for
 
(
var
 
name
 
:
 
family
)
 
{

      
System
.
out
.
println
(
name
 
+
 
" Weasley"
);

    
}

  
}

}

```

 مخرجات: 
```
Ron Weasley
Molly Weasley
Percy Weasley
Fred Weasley
Charlie Weasley
George Weasley
Arthur Weasley
Ginny Weasley
Bill Weasley

```

## روابط خارجية
- تكرار الكائن في PHP
- نمط المكرر في C #
- نمط المكرر في UML و LePUS3 (لغة النمذجة الرسمية)
- البرنامج التعليمي SourceMaking
- أمثلة على تنفيذ نماذج تصميم البرنامج التعليمي
- نمط المكرر